# Kalāteh-ye Soleymān
Kalāteh-ye Soleymān (persiska: کلاته سليمان, Soleymān, Kalat-i-Sulaimān, Kalâte-Soleymân, Kalāteh Sulaimān) är en ort i Iran.   Den ligger i provinsen Khorasan, i den östra delen av landet, 800 km öster om huvudstaden Teheran. Kalāteh-ye Soleymān ligger 1 801 meter över havet och antalet invånare är 201.
Terrängen runt Kalāteh-ye Soleymān är kuperad.Runt Kalāteh-ye Soleymān är det mycket glesbefolkat, med 4 invånare per kvadratkilometer. Närmaste större samhälle är Mokhtārān, 11,7 km sydväst om Kalāteh-ye Soleymān. Trakten runt Kalāteh-ye Soleymān är ofruktbar med lite eller ingen växtlighet.